# Kivijärvi (Nedertorneå socken, Norrbotten, 732544-186416)
Kivijärvi är en sjö i Haparanda kommun i Norrbotten och ingår i Keräsjoki-Sangisälvens kustområde.